# U Got 2 Let the Music
"U Got 2 Let the Music" é uma canção do grupo italiano de eurodance Cappella, que foi lançado em 1993 como o quarto single de seu segundo álbum de estúdio, U Got 2 Know. O single foi muito bem-sucedido em vários países europeus, sendo que alcançou o 1° lugar na Áustria, Finlândia e Suíça e o top 20 na Bélgica, Dinamarca, Alemanha, França, Islândia, Suécia, Irlanda, Itália, Holanda e Noruega, além do Eurochart Hot 100, onde alcançou a posição 4.
A canção ganhou um disco de ouro na Áustria, com uma venda de 25.000 unidades, um recorde de prata no Reino Unido, depois de 200.000 singles vendidos, e um recorde de platina na Alemanha, com 500.000 unidades vendidas lá.
John Bush, do AllMusic, descreveu-o como um "hit do Hi-NRG em todo o continente". O Music & Media escreveu: "Harald Faltermeyer encontra a cena Italo house em uma linha melódica não muito diferente de Let's All Chant do Michael Zager Band e termina no topo da parada de dança do Reino Unido".

## Videoclipe
Um videoclipe foi feito para acompanhar a música. Foi postado no YouTube em fevereiro de 2012. Em dezembro de 2020, o vídeo teve mais de 3,6 milhões de visualizações. 

## Lista de Faixas
1. "U Got 2 Let the Music" (versão de rádio) (3:32)
2. "U Got 2 Let the Music" (Mars Plastic Mix) (5:46)
3. "U Got 2 Let the Music" (Plus Staples Mix) (5:15)
4. "U Got 2 Let the Music" (Pagany KM 1972 Mix) (5:24)
5. "U Got 2 Let the Music" (DJ Pierre Mix) (5:31)